# Serie A (Italia) 1959-60
La Serie A 1959–60 fue la 58.ª edición del campeonato de fútbol de más alto nivel en Italia y la 28ª bajo el formato de grupo único. Juventus ganó su undécimo scudetto.

## Equipos participantes
| Equipo         | Ciudad      | Estadio                |
| -------------- | ----------- | ---------------------- |
| Alessandria    | Alessandria | Comunale (Alessandria) |
| Atalanta       | Bérgamo     | Comunale (Bérgamo)     |
| Bari           | Bari        | Della Vittoria         |
| Bologna        | Bolonia     | Comunale (Bolonia)     |
| Fiorentina     | Florencia   | Comunale (Florencia)   |
| Genoa          | Génova      | Luigi Ferraris         |
| Internazionale | Milán       | San Siro               |
| Juventus       | Turín       | Comunale (Turín)       |
| Lazio          | Roma        | Olímpico de Roma       |
| Milan          | Milán       | San Siro               |
| Napoli         | Nápoles     | San Paolo              |
| Padova         | Padua       | Silvio Appiani         |
| Palermo        | Palermo     | La Favorita            |
| Roma           | Roma        | Olímpico de Roma       |
| S.P.A.L.       | Ferrara     | Comunale (Ferrara)     |
| Sampdoria      | Génova      | Luigi Ferraris         |
| Udinese        | Údine       | Moretti                |
| Vicenza        | Vicenza     | Romeo Menti            |

## Clasificación
| Pos. | Equipo          | Pts. | PJ | G  | E  | P  | GF | GC | Dif. | Clasificación                                |
| ---- | --------------- | ---- | -- | -- | -- | -- | -- | -- | ---- | -------------------------------------------- |
| 1    | Juventus (C)    | 55   | 34 | 25 | 5  | 4  | 92 | 33 | +59  | Clasificado a la Copa de Campeones de Europa |
| 2    | Fiorentina      | 47   | 34 | 20 | 7  | 7  | 68 | 31 | +37  | Clasificado a la Recopa de Europa            |
| 3    | Milan           | 44   | 34 | 17 | 10 | 7  | 56 | 37 | +19  |                                              |
| 4    | Internazionale  | 40   | 34 | 14 | 12 | 8  | 55 | 43 | +12  | Clasificado a la Copa de Ferias              |
| 5    | Bologna         | 36   | 34 | 14 | 8  | 12 | 50 | 42 | +8   |                                              |
| 6    | Padova          | 36   | 34 | 14 | 8  | 12 | 50 | 46 | +4   |                                              |
| 7    | S.P.A.L.        | 36   | 34 | 12 | 12 | 10 | 45 | 50 | −5   |                                              |
| 8    | Sampdoria       | 35   | 34 | 11 | 13 | 10 | 41 | 46 | −5   |                                              |
| 9    | Roma            | 34   | 34 | 13 | 8  | 13 | 53 | 53 | 0    | Clasificado a la Copa de Ferias              |
| 10   | Vicenza         | 32   | 34 | 11 | 10 | 13 | 39 | 42 | −3   |                                              |
| 11   | Atalanta        | 31   | 34 | 9  | 13 | 12 | 31 | 39 | −8   |                                              |
| 12   | Lazio           | 30   | 34 | 9  | 12 | 13 | 32 | 45 | −13  |                                              |
| 13   | Bari            | 29   | 34 | 9  | 11 | 14 | 32 | 42 | −10  |                                              |
| 14   | Napoli          | 29   | 34 | 8  | 13 | 13 | 33 | 48 | −15  |                                              |
| 15   | Udinese         | 28   | 34 | 6  | 16 | 12 | 39 | 54 | −15  |                                              |
| 16   | Palermo (D)     | 27   | 34 | 6  | 15 | 13 | 27 | 40 | −13  | Descenso a Serie B                           |
| 17   | Alessandria (D) | 25   | 34 | 5  | 15 | 14 | 28 | 51 | −23  | Descenso a Serie B                           |
| 18   | Genoa (D)       | 0    | 34 | 4  | 10 | 20 | 21 | 50 | −29  | Descenso a Serie B                           |

 Fuente: BDFutbol
Notas:
1. ↑  El Genoa fue sancionado con 28 puntos, 10 de los cuales (posteriormente reducidos a 7), se aplicaron en la siguiente temporada, por intentar sobornar al jugador del Atalanta Giovanni Cattozzo en el partido Atalanta-Genoa del 17 de abril de 1960.

|            |
| Campeón    |
| Juventus   |
| 11º título |

## Resultados
| Local \ Visitante | ALE | ATA | BAR | BOL | FIO | GEN | INT | JUV | LAZ | MIL | NAP | PAD | PAL | ROM | SAM | SPA | UDI | VIC |
| ----------------- | --- | --- | --- | --- | --- | --- | --- | --- | --- | --- | --- | --- | --- | --- | --- | --- | --- | --- |
| Alessandria       | —   | 0–0 | 2–0 | 1–1 | 3–3 | 2–1 | 2–3 | 0–2 | 0–0 | 3–1 | 1–1 | 0–0 | 1–0 | 0–0 | 2–2 | 0–1 | 0–1 | 3–1 |
| Atalanta          | 5–1 | —   | 3–0 | 3–0 | 1–3 | 2–1 | 1–1 | 2–2 | 0–0 | 0–0 | 1–0 | 1–0 | 1–0 | 2–0 | 0–0 | 2–2 | 0–0 | 1–1 |
| Bari              | 0–0 | 1–0 | —   | 1–1 | 1–0 | 1–0 | 1–3 | 1–3 | 0–0 | 3–0 | 1–1 | 5–2 | 1–0 | 2–3 | 1–1 | 0–0 | 3–1 | 0–0 |
| Bologna           | 2–1 | 5–0 | 2–0 | —   | 3–1 | 3–1 | 1–0 | 3–2 | 1–1 | 0–3 | 4–1 | 2–2 | 3–1 | 3–1 | 0–1 | 2–3 | 2–0 | 0–1 |
| Fiorentina        | 3–1 | 4–1 | 4–2 | 2–1 | —   | 2–0 | 2–0 | 1–0 | 2–2 | 1–1 | 2–1 | 1–0 | 5–0 | 3–1 | 4–0 | 3–1 | 2–1 | 0–0 |
| Genoa             | 1–0 | 1–1 | 1–0 | 0–2 | 0–0 | —   | 1–3 | 2–6 | 2–4 | 0–2 | 0–0 | 0–0 | 1–1 | 1–0 | 1–2 | 0–1 | 0–0 | 0–2 |
| Internazionale    | 3–1 | 2–0 | 0–0 | 2–1 | 2–0 | 2–0 | —   | 0–3 | 1–1 | 0–0 | 3–1 | 6–3 | 3–3 | 1–3 | 0–0 | 2–1 | 3–3 | 4–0 |
| Juventus          | 7–0 | 0–1 | 2–0 | 3–0 | 3–1 | 2–0 | 1–0 | —   | 2–0 | 3–1 | 4–2 | 5–1 | 2–1 | 4–0 | 2–2 | 3–1 | 4–3 | 4–1 |
| Lazio             | 2–0 | 1–1 | 1–1 | 1–3 | 0–5 | 0–0 | 0–2 | 0–2 | —   | 0–1 | 2–1 | 2–0 | 2–1 | 0–1 | 3–1 | 3–1 | 2–1 | 2–1 |
| Milan             | 3–1 | 2–1 | 2–0 | 2–2 | 0–0 | 2–1 | 5–3 | 0–2 | 1–0 | —   | 3–1 | 3–2 | 0–0 | 1–1 | 4–0 | 3–1 | 3–1 | 2–0 |
| Napoli            | 1–1 | 1–0 | 1–2 | 2–0 | 0–4 | 0–2 | 1–1 | 2–1 | 0–0 | 1–1 | —   | 1–2 | 2–1 | 1–0 | 1–1 | 0–3 | 1–1 | 3–1 |
| Padova            | 1–1 | 0–0 | 1–0 | 2–0 | 1–0 | 2–1 | 3–0 | 0–4 | 2–0 | 2–0 | 1–2 | —   | 1–0 | 1–0 | 4–1 | 6–3 | 6–1 | 2–1 |
| Palermo           | 4–0 | 1–0 | 1–1 | 0–0 | 0–4 | 1–1 | 1–1 | 1–1 | 0–0 | 1–0 | 0–0 | 0–0 | —   | 4–2 | 2–1 | 1–1 | 0–0 | 1–0 |
| Roma              | 1–0 | 3–0 | 3–2 | 1–2 | 1–2 | 1–0 | 3–1 | 2–2 | 3–0 | 2–2 | 3–0 | 1–0 | 1–1 | —   | 6–1 | 1–1 | 2–2 | 3–1 |
| Sampdoria         | 0–0 | 4–0 | 1–0 | 1–0 | 2–1 | 3–0 | 0–0 | 0–2 | 4–0 | 2–1 | 0–2 | 1–1 | 0–0 | 3–0 | —   | 0–2 | 3–1 | 2–2 |
| S.P.A.L.          | 0–0 | 1–0 | 3–1 | 0–0 | 1–0 | 0–0 | 0–0 | 3–6 | 1–1 | 0–3 | 2–2 | 1–1 | 1–0 | 2–1 | 1–1 | —   | 2–1 | 2–1 |
| Udinese           | 1–1 | 1–1 | 0–1 | 1–0 | 0–2 | 2–2 | 1–1 | 1–1 | 1–0 | 2–2 | 0–0 | 2–1 | 1–0 | 3–3 | 1–1 | 3–2 | —   | 2–2 |
| Vicenza           | 0–0 | 1–0 | 0–0 | 1–1 | 1–1 | 1–0 | 0–2 | 1–2 | 3–2 | 1–2 | 0–0 | 1–0 | 3–0 | 5–0 | 2–0 | 3–1 | 1–0 | —   |